# Juan Ruiz
Juan Ruiz (známý jako Arcikněz Hitský, kolem 1283?, Alcalá de Henares – kolem 1350?) byl kastilský básník první poloviny 14. století. Je autorem jednoho z nejdůležitějších literárních děl středověké španělské literatury: Kniha pravé lásky (Libro de buen amor).

## Život
Z autobiografických údajů z jeho knihy je téměř jisté že se narodil v Alcalá de Henares a později žil v Gaudalajaře a v Toledu, než byl jmenován arciknězem v Hitě. Arcibiskup z Toleda Gil de Albornoz nechal Ruize na třináct let uvrhnout do žaláře.

## Dílo
Dcero, srdečně tě zdraví ten kdo pochází z Alcalá
Kniha pravé lásky
Víme pouze o jednom díle které napsal: Kniha pravé lásky (Libro de buen amor) také nazývané Kniha písní (Libro de los cantares), Poesie (Poesías) atd. Předpokládá se, že dílo napsal při svém pobytu ve vězení. V úvodu knihy varuje čtenáře před nebezpečím lásky pošetilé, chlípné, světské (loco amor). Vzývá jméno Aristotelovo a snaží se ospravedlnit některé své příliš odvážné myšlenky. Záhy však zapomíná na opatrnost a oddává se opěvování své naprosto volné lásky. Vypráví o rozmanitosti milostných dobrodružství například o láskách dona Melóna de la Huerta a doňi Endriny, při niž vystupuje postava doňi Urruci zvané Trotaconventos. Trotaconventos je jakousi předchůdkyní Celestiny, staré kuplířky, která je hlavní hrdinkou jedné z nejvýznamnějších knih španělské literatury, knihy Celestina.